# Agencja Bezpieczeństwa Wewnętrznego
Agencja Bezpieczeństwa Wewnętrznego (ABW) – służba specjalna powołana do ochrony bezpieczeństwa wewnętrznego państwa i porządku konstytucyjnego Rzeczypospolitej Polskiej. Agencja Bezpieczeństwa Wewnętrznego została utworzona 29 czerwca 2002 roku po rozwiązaniu Urzędu Ochrony Państwa, w miejsce którego utworzono dwie odrębne agencje: Agencję Bezpieczeństwa Wewnętrznego i Agencję Wywiadu. Jako służba specjalna podlega kontroli i nadzorowi sprawowanemu przez organy trójpodziału władzy (ustawodawczej, wykonawczej i sądowniczej) oraz organy kontroli państwowej i ochrony prawa, takie jak: Najwyższa Izba Kontroli, Rzecznik Praw Obywatelskich oraz, poza nimi tzw. społeczeństwo obywatelskie.
Centrala Agencji Bezpieczeństwa Wewnętrznego znajduje się przy ul. Rakowieckiej 2a w Warszawie.

## Podstawa prawna
Do najważniejszych ustaw regulujących działania ABW należą:
- Ustawa z dnia 24 maja 2002 r. o Agencji Bezpieczeństwa Wewnętrznego oraz Agencji Wywiadu (Dz.U. z 2025 r. poz. 902 z późn. zm.),
- Ustawa z dnia 5 lipca 2018 r. o krajowym systemie cyberbezpieczeństwa (Dz.U. z 2024 r. poz. 1077 z późn. zm.),
- Ustawa z dnia 10 czerwca 2016 r. o działaniach antyterrorystycznych (Dz.U. z 2025 r. poz. 194),
- Ustawa z dnia 24 maja 2013 r. o środkach przymusu bezpośredniego i broni palnej (Dz.U. z 2025 r. poz. 555),
- Ustawa z dnia 5 sierpnia 2010 r. o ochronie informacji niejawnych (Dz.U. z 2024 r. poz. 632 z późn. zm.).

## Zadania
Podstawowym zadaniem Agencji Bezpieczeństwa Wewnętrznego jest ochrona państwa przed planowymi i zorganizowanymi działaniami, które mogą stwarzać zagrożenie dla niepodległości lub porządku konstytucyjnego Polski, zakłócić funkcjonowanie struktur państwowych bądź narazić na szwank podstawowe interesy państwa.
Zadania funkcjonariuszy Agencji Bezpieczeństwa Wewnętrznego zostały uregulowane w art. 5 ust. 1 i 2 ustawy. W ust. 1 wymieniono następujące obszary działania:
- rozpoznawanie, zapobieganie i zwalczanie zagrożeń godzących w bezpieczeństwo wewnętrzne państwa i jego porządek konstytucyjny, a w szczególności w suwerenność i międzynarodową pozycję, niepodległość i nienaruszalność jego terytorium, a także obronność państwa,
- rozpoznawanie, zapobieganie i wykrywanie przestępstw (oraz ściganie ich sprawców):
  - szpiegostwa (kontrwywiad), terroryzmu (włączając także cyberterroryzm), naruszenia tajemnicy państwowej i innych przestępstw godzących w bezpieczeństwo państwa,
  - godzących w podstawy ekonomiczne państwa (np. oszustwa podatkowe),
  - korupcji osób pełniących funkcje publiczne,
  - w zakresie produkcji i obrotu towarami, technologiami i usługami o znaczeniu strategicznym dla bezpieczeństwa państwa,
  - nielegalnego wytwarzania, posiadania i obrotu bronią, amunicją i materiałami wybuchowymi, bronią masowej zagłady i środkami odurzającymi i substancjami psychotropowymi, w obrocie międzynarodowym,
- realizowanie, w granicach swojej właściwości, zadań służby ochrony państwa i wykonywanie funkcji krajowej władzy bezpieczeństwa w zakresie ochrony informacji niejawnych w stosunkach międzynarodowych,
- pozyskiwanie, analizowanie, przetwarzanie i przekazywanie właściwym organom informacji mogących mieć istotne znaczenie dla ochrony bezpieczeństwa wewnętrznego państwa i jego porządku konstytucyjnego,
- podejmowanie innych działań określonych w odrębnych ustawach i umowach międzynarodowych[5].

Ust. 2 określa, że działalność poza granicami RP może być prowadzona w związku z działalnością na terytorium państwa wyłącznie w zakresie realizacji zadań dotyczących rozpoznawania, zapobiegania i wykrywania przestępstw wymienionych w ust. 1.
Ustawodawca, poprzez przyjęte w ustawie rozwiązania, w sposób szczególny podkreślił zadania informacyjne ABW, uznawane za podstawową funkcję służb specjalnych, przypisując bezpośrednio Szefowi ABW, poprzez art. 18 ustawy, realizację przez niego obowiązków informacyjnych wobec najważniejszych osób w Państwie, do których ustawa zaliczyła Prezydenta Rzeczypospolitej Polskiej, Prezesa Rady Ministrów oraz ministrów, w zakresie spraw objętych ich właściwością.

## Uprawnienia funkcjonariuszy
Uprawnienia funkcjonariuszy zostały uregulowane w rozdziale IV ustawy.
Agencja Bezpieczeństwa Wewnętrznego posiada uprawnienia do prowadzenia czynności:
- operacyjno-rozpoznawczych,
- dochodzeniowo-śledczych,
- analityczno-informacyjnych (art. 21 ust. 1).

Agencja Bezpieczeństwa Wewnętrznego wykonuje również czynności na polecenie sądu lub prokuratora w zakresie określonym w Kodeksie postępowania karnego oraz Kodeksie karnym wykonawczym (art. 21 ust. 2).
Dodatkowo można wyróżnić niewymienione wprost w ustawie czynności:
- kontrolne w zakresie ochrony informacji niejawnych[7]
- związane z działalnością opiniodawczą Agencji Bezpieczeństwa Wewnętrznego.

Do czynności operacyjno-rozpoznawczych zalicza się kontrolę operacyjną. Art. 27 ustawy określa kontrolę operacyjną, która może zostać zarządzona, jeśli inne środki przy wykonywaniu czynności operacyjno-rozpoznawczych okazały się nieskuteczne. Kontrola operacyjna jest prowadzona niejawnie i jest zarządzana przez Sąd Okręgowy w Warszawie, na pisemny wniosek Szefa ABW, złożony po uzyskaniu pisemnej zgody Pierwszego Zastępcy Prokuratora Generalnego Prokuratora Krajowego . Szef ABW ma możliwość zarządzenia kontroli operacyjnej po uzyskaniu pisemnej zgody od Pierwszego Zastępcy Prokuratora Generalnego Prokuratora Krajowego, przed wydaniem zgody przez sąd, jeśli istnieje ryzyko zatarcia dowodów lub utraty informacji. Jeśli w ciągu 5 dni sąd nie wyda zgody, Szef ABW ma obowiązek wstrzymać kontrolę operacyjną, a zebrane dowody zostają protokolarnie i komisyjnie zniszczone.
Kontrola operacyjna polega na:
1. kontrolowaniu zawartości przesyłek,
2. kontrolowaniu treści korespondencji,
3. stosowaniu środków technicznych umożliwiających uzyskiwanie w sposób niejawny informacji i dowodów oraz ich utrwalanie, a w szczególności treści rozmów telefonicznych i innych informacji przekazywanych za pomocą sieci telekomunikacyjnych[5].

Kontrola operacyjna jest zarządzana na okres 3 miesięcy i powinna być zakończona niezwłocznie po ustaniu przyczyn jej zarządzenia. Czas ten może zostać jednorazowo wydłużony o kolejne 3 miesiące, jeżeli nie ustały przyczyny zarządzenia pierwszej kontroli, a postępowanie jest identyczne jak przy składaniu wniosku o jej rozpoczęcie. Możliwe jest również kolejne przedłużenie przez sąd na czas oznaczony, jeśli po 6 miesiącach pojawią się nowe okoliczności.
Czynności operacyjno-rozpoznawcze mogą również polegać na dokonaniu w sposób niejawny nabycia lub przejęcia przedmiotów pochodzących z przestępstwa, ulegających przepadkowi albo których wytwarzanie, posiadanie, przewożenie lub którymi obrót są zabronione, a także przyjęciu lub wręczeniu korzyści majątkowej (tzw. zakup kontrolowany). Następujące czynności mogą zostać zarządzone przez Szefa ABW na czas określony po uzyskaniu pisemnej zgody Prokuratora Generalnego.
Szef Agencji Bezpieczeństwa Wewnętrznego ma prawo zarządzić niejawne nadzorowanie wytwarzania, przemieszczania, przechowywania i obrotu przedmiotami przestępstwa, jeżeli nie stworzy to zagrożenia dla życia lub zdrowia ludzkiego (tzw. przesyłka niejawnie kontrolowana). W ramach prowadzenia tej czynności, urzędy, instytucje i podmioty prowadzące działalność w dziedzinie poczty i transportu, organy celne oraz organy Straży Granicznej są obowiązane dopuścić do dalszego przewozu przesyłki zawierające przedmioty przestępstwa w stanie nienaruszonym lub po ich usunięciu albo zastąpieniu w całości lub w części.
Agencja Bezpieczeństwa Wewnętrznego ma również prawo do stosowania kontroli korespondencji i środków technicznych oraz może uzyskiwać informacje (w tym niejawne), gromadzić je, sprawdzać i przetwarzać. Dotyczy to również danych osobowych i innych informacji uzyskanych w wyniku wykonywania czynności operacyjno-rozpoznawczych przez uprawnione do tego organy, służby i instytucje państwowe. Dane te mogą być przetwarzane bez wiedzy i zgody osoby, której dotyczą.
Podczas wykonywania czynności operacyjno-rozpoznawczych funkcjonariusze mogą posługiwać się dokumentami, które uniemożliwiają ustalenie ich prawdziwej tożsamości.
Art. 40 ustawy wskazuje na to, że Szef ABW jest koordynatorem czynności operacyjno-rozpoznawczych podejmowanych przez służby specjalne, które mogą mieć wpływ na bezpieczeństwo państwa. W celu zapewnienia tej koordynacji prowadzi centralną ewidencję zainteresowań operacyjnych służb specjalnych.
W art. 23 ust. 1 ustawy wymienione są uprawnienia funkcjonariuszy Agencji Bezpieczeństwa Wewnętrznego przy realizacji zadań z art. 5 ust. 1 ustawy. Mają oni prawo do następujących czynności procesowych:
- wydawania osobom poleceń określonego zachowania się, w granicach niezbędnych do wykonania czynności, o których mowa w pkt. 2–5, albo w celu uniknięcia bezpośredniego zagrożenia bezpieczeństwa osób lub mienia,
- legitymowania osób,
- zatrzymywania osób w trybie i w przypadkach określonych w przepisach Kodeksu postępowania karnego (może być zastosowane tylko, gdy inne środki okazały się bezcelowe i bezskuteczne). Osoba zatrzymana może być okazywana, fotografowana lub daktyloskopowana, gdy nie można ustalić jej tożsamości w inny sposób,
- przeszukiwania osób i pomieszczeń w trybie i w przypadkach określonych w przepisach Kodeksu postępowania karnego,
- dokonywania kontroli osobistej, przeglądania zawartości bagaży oraz sprawdzania ładunku w środkach transportu lądowego, powietrznego i wodnego, w razie istnienia uzasadnionego podejrzenia popełnienia czynu zabronionego pod groźbą kary,
- obserwowania i rejestrowania przy użyciu środków technicznych obrazu zdarzeń w miejscach publicznych oraz dźwięku towarzyszącego tym zdarzeniom w trakcie wykonywania czynności operacyjno-rozpoznawczych podejmowanych na podstawie ustawy,
- żądania niezbędnej pomocy od instytucji państwowych, organów administracji rządowej i samorządu terytorialnego oraz przedsiębiorców prowadzących działalność w zakresie użyteczności publicznej (organy te są wtedy zobowiązane do udzielenia nieodpłatnej pomocy),
- zwracania się o niezbędną pomoc do innych niż wymienieni w pkt. 7 przedsiębiorców, jednostek organizacyjnych i organizacji społecznych, jak również zwracania się w nagłych wypadkach do każdej osoby o udzielenie doraźnej pomocy, w ramach obowiązujących przepisów prawa[5].

Funkcjonariusze Agencji Bezpieczeństwa Wewnętrznego mają również prawo do stosowania fizycznych, technicznych i chemicznych środków przymusu bezpośredniego, które służą do obezwładniania lub konwojowania osób oraz do zatrzymywania pojazdów, jednak mogą one być użyte tylko, jeśli odpowiadają potrzebom wynikającym z sytuacji i są niezbędne do osiągnięcia podporządkowania się wydanym poleceniom.
Ważnym uprawnieniem funkcjonariuszy jest prawo do użycia broni palnej, jeśli inne środki okazały się niewystarczające lub nie są możliwe do użycia. W art. 26 ust. 1 pkt. 1–9 ustawy, wymienione zostały okoliczności, kiedy może dojść do użycia broni palnej:
- w celu odparcia bezpośredniego i bezprawnego zamachu na życie, zdrowie lub wolność funkcjonariusza lub innej osoby albo w celu przeciwdziałania czynnościom zmierzającym bezpośrednio do takiego zamachu,
- przeciwko osobie niepodporządkowującej się wezwaniu do natychmiastowego porzucenia broni lub innego niebezpiecznego narzędzia, którego użycie zagrozić może życiu, zdrowiu lub wolności funkcjonariusza albo innej osoby,
- przeciwko osobie, która usiłuje bezprawnie, przemocą odebrać broń palną funkcjonariuszowi lub innej osobie uprawnionej do jej posiadania,
- w celu odparcia niebezpiecznego, bezpośredniego, gwałtownego zamachu na obiekty lub urządzenia ważne dla bezpieczeństwa lub obronności państwa,
- w celu odparcia zamachu na mienie, stwarzającego jednocześnie bezpośrednie zagrożenie dla życia, zdrowia lub wolności człowieka,
- w bezpośrednim pościgu za osobą, wobec której użycie broni było dopuszczalne w przypadkach określonych w pkt. 1–5,
- w celu ujęcia osoby, o której mowa w pkt. 6, jeśli schroniła się ona w miejscu trudno dostępnym, a z okoliczności zdarzenia wynika, że może użyć broni palnej lub innego niebezpiecznego narzędzia, którego użycie może zagrozić życiu lub zdrowiu człowieka,
- w celu odparcia gwałtownego, bezpośredniego i bezprawnego zamachu na konwój ochraniający osoby, dokumenty zawierające wiadomości stanowiące tajemnicę państwową, pieniądze albo inne przedmioty wartościowe,
- w celu ujęcia lub udaremnienia ucieczki osoby zatrzymanej lub tymczasowo aresztowanej w związku z podejrzeniem popełnienia przestępstwa, o którym mowa w art. 5 ust. 1 pkt. 2[5].

Czynności analityczno-informacyjne polegają na uzyskiwaniu, analizowaniu i przetwarzaniu wszelkich informacji mogących mieć istotne znaczenie dla ochrony bezpieczeństwa wewnętrznego państwa i jego porządku konstytucyjnego. Szef ABW przekazuje je Prezydentowi Rzeczypospolitej Polskiej, Prezesowi Rady Ministrów, a także – zgodnie z kompetencjami – właściwym ministrom.
Czynności kontrolne systemu ochrony informacji niejawnych polegają na przeciwdziałaniu ujawnianiu informacji niejawnych oraz kontroli stanu ich zabezpieczenia. Czynności te są realizowane w obszarach bezpieczeństwa:
- osobowego,
- przemysłowego,
- fizycznego,
- teleinformatycznego[9].

Celem czynności opiniodawczych jest wydawanie opinii dotyczących m.in. udzielanie zezwolenia na osiedlanie się obcokrajowców, przyznawanie koncesji na wytwarzanie broni i amunicji, wydawanie zezwolenia na międzynarodowy handel sprzętem wojskowym i uzbrojeniem.

## Struktura
ABW, jako urząd administracji rządowej obsługujący Szefa ABW działa zgodnie z jego zarządzeniami, decyzjami, rozkazami, poleceniami i wytycznymi oraz pod jego bezpośrednim kierownictwem.
Szef Agencji Bezpieczeństwa Wewnętrznego kieruje agencją przy pomocy zastępców oraz dyrektorów (kierowników) jednostek organizacyjnych. Szefa ABW, w czasie jego nieobecności, zastępuje wyznaczony przez niego zastępca, działający w ramach udzielonych mu pełnomocnictw. Szef ABW może upoważnić zastępców, dyrektorów oraz innych funkcjonariuszy ABW do podejmowania decyzji, w określonych sprawach, w jego imieniu.
W skład Agencji Bezpieczeństwa Wewnętrznego wchodzą następujące jednostki organizacyjne:
- Departament Bezpieczeństwa Teleinformatycznego (Departament I)
- Departament Kontrwywiadu (Departament II)
- Departament Postępowań Karnych (Departament III)
- Departament Ochrony Informacji Niejawnych (Departament IV)
- Departament Wsparcia Operacyjno-Technicznego (Departament V)
- Departament Bezpieczeństwa Wewnętrznego i Audytu (Departament VI)
- Departament Zagrożeń Strategicznych (Departament VII)
- Departament Informacji, Analiz i Prognoz (Departament VIII)
- Centrum Antyterrorystyczne (CAT)
- Biuro Prawne (Biuro A)
- Biuro Badań Kryminalistycznych (Biuro B)
- Gabinet Szefa (Biuro D)
- Biuro Ewidencji i Archiwum (Biuro E)
- Biuro Finansów (Biuro F)
- Biuro Kadr (Biuro K)
- Biuro Logistyki (Biuro L)
- Centralny Ośrodek Szkolenia i Edukacji (COS) w Emowie[12]
- 15 delegatur: w Białymstoku, Bydgoszczy, Gdańsku, Katowicach, Krakowie, Lublinie, Łodzi, Olsztynie, Opolu, Poznaniu, Radomiu, Rzeszowie, Szczecinie, Wrocławiu i Zielonej Górze (posiadających wydziały zamiejscowe)[3][11].

Zgodnie z zarządzeniem Prezesa Rady Ministrów organizację wewnętrzną i szczegółowy zakres zadań wspomnianych wyżej jednostek organizacyjnych Agencji Bezpieczeństwa Wewnętrznego są określone przez ich wewnętrzne regulaminy.

W 2017 roku zapadła decyzja o likwidacji 10 delegatur terenowych Agencji Bezpieczeństwa Wewnętrznego w Bydgoszczy, Krakowie, Łodzi, Olsztynie, Opolu, Radomiu, Rzeszowie, Szczecinie, Wrocławiu oraz Zielonej Górze. Rok wcześniej zlikwidowano Delegaturę Stołeczną Agencji Bezpieczeństwa Wewnętrznego utworzoną w 2011 roku. W dniu 11 marca 2024 roku Prezes Rady Ministrów Donald Tusk podpisał zarządzenie zmieniające zarządzenie w sprawie nadania statutu ABW. Zakłada ono ponowne utworzenie 10 delegatur ABW zlikwidowanych w roku 2017 z dniem 1 lipca 2024 roku. 

## Nadzór nad Agencją Bezpieczeństwa Wewnętrznego
Szef Agencji Bezpieczeństwa Wewnętrznego jako centralny organ administracji rządowej podlega bezpośrednio Prezesowi Rady Ministrów (art. 3 ust. 1 i 2), który formalnie pełni kluczową rolę w nadzorze nad cywilnymi służbami specjalnymi. W ramach nadzoru premier określa kierunki działania Agencji Bezpieczeństwa Wewnętrznego w drodze wiążących wytycznych oraz przyjmuje roczny plan działania na rok następny (składany na trzy miesiące przed końcem roku kalendarzowego) i coroczne sprawozdanie z działalności Agencji, składane do 31 stycznia (art. 7 i art. 13 ust. 1). Do kompetencji premiera należy wyrażanie zgody na współpracę ABW z organami i służbami innych państw (art. 8 ust. 2) oraz powoływanie i odwoływanie szefa Agencji (art. 14). W drodze zarządzeń premier nadaje statut Agencji Bezpieczeństwa Wewnętrznego określający organizacje wewnętrzną (art. 20 ust. 1). Premier może powierzyć część uprawnień nadzorczych specjalnie powołanemu ministrowi koordynatorowi lub ministrowi resortowemu (minister kierujący działem administracji rządowej). Zadania i uprawnienia koordynatora są uregulowane w drodze rozporządzenia Prezesa Rady Ministrów.
Obecnie do zadań ministra koordynatora należy sprawowanie nadzoru i kontroli nad służbami specjalnymi, koordynacja ich działań oraz wspieranie Rady Ministrów w kształtowaniu kierunków polityki rządu dotyczącej służb specjalnych. W zakresie kontroli i nadzoru minister koordynator odpowiada za wyznaczanie kierunków rozwoju i funkcjonowania służb, monitorowanie realizacji zadań, zatwierdzanie corocznych sprawozdań i planów oraz ocenę ich realizacji, wyznaczanie celów i kierunków rozwoju współpracy międzynarodowej, rozpatrywanie skarg na działalność służb, przeprowadzanie kontroli i ocena stosowania przez służby specjalne uprawnień umożliwiających ingerencję w prawa i wolności człowieka i obywatela. W zakresie koordynacji działań służb minister koordynator jest zobowiązany do organizowania i zapewnienia współpracy służb specjalnych z innymi służbami i instytucjami realizującymi zadania w zakresie bezpieczeństwa państwa, wyrażanie zgody na współdziałanie ABW z właściwymi organami i służbami innych państw, zapewnianie efektywnego wykorzystania informacji dotyczących strategicznych interesów państwa, rozstrzyganie sporów kompetencyjnych między służbami specjalnymi. Oddelegowanie znacznej części obowiązków nadzorczych na ministra nie zmienia jednak stosunku bezpośredniej podległości służby premierowi, który wciąż zachowuje część uprawnień (m.in. powoływanie i odwoływanie szefa należy do wyłącznych uprawnień premiera).
Organem opiniodawczo-doradczym wspierającym premiera w nadzorze nad służbami jest działające przy Radzie Ministrów Kolegium ds. Służb Specjalnych (art. 11).

## Kontrola nad Agencją Bezpieczeństwa Wewnętrznego
Organem parlamentarnej (politycznej) kontroli nad szefem ABW jest Sejm (art. 3 ust. 3). Wyspecjalizowanym organem izby w zakresie kontroli nad służbami specjalnymi jest Sejmowa Komisja ds. Służb Specjalnych. Oprócz komisji parlamentarzyści mogą wykorzystać przysługujące im prawo do zapytań i interpelacji poselskich do członków Rady Ministrów (w tym premiera sprawującego nadzór nad Agencją Bezpieczeństwa Wewnętrznego) jako narzędzia kontroli służącego do uzyskania informacji o działalności agencji (art. 115 Konstytucji RP).
W przypadku kontroli operacyjnej działalność Agencji Bezpieczeństwa Wewnętrznego kontrolowana jest przez Sąd Okręgowy w Warszawie. Wspomniany sąd zarządza kontrolę operacyjną na wniosek szefa Agencji Bezpieczeństwa Wewnętrznego, złożony po uzyskaniu pisemnej zgody Pierwszego Zastępcy Prokuratora Generalnego Prokuratora Krajowego w przypadku gdy inne środki okazały się nieskuteczne lub nieprzydatne (art. 27 ust. 1). Prokuratura ocenia również merytoryczne przesłanki zastosowania kontroli operacyjnej oraz formalną poprawność wniosku. W przypadku czynności dochodzeniowo-śledczych prokurator kontroluje legalność postępowania oraz może je prowadzić (w określonych przypadkach nawet przejąć postępowanie).
Sądy administracyjne kontrolują decyzje administracyjne wydawane przez szefa oraz pełnią funkcję instytucji odwoławczej jego decyzji. Z perspektywy mechanizmów kontroli dotyczy to m.in. odmowy udzielenia informacji publicznej oraz są drugą instancją (pierwszą jest premier) w przypadku odmowy wydania przez szefa ABW poświadczenia bezpieczeństwa (art. 38 ust. 1). Uchylenie decyzji szefa przez sąd nie oznacza, że szef automatycznie ma wydać pozytywną decyzję. Decyzja powraca wtedy do pierwszej instancji (tj. premiera). Kontrola sądów administracyjnych obejmuje również stosowanie przepisów Kodeksu pracy i Kodeksu postępowania administracyjnego w zakresie warunków pracy, normowania czasu pracy oraz nawiązywania i rozwiązywania stosunku służbowego.
Z racji na status szefa Agencji Bezpieczeństwa Wewnętrznego jako centralnego organu administracji rządowej jego działalność podlega kontroli Najwyższej Izby Kontroli (art. 2 ust. 1). Zadaniem NIK jest kontrola służby pod kątem zbadania funkcjonowania wewnętrznych mechanizmów działania, weryfikacji systemów zarządzania służbą, procedur i mechanizmów kontroli nad służbą oraz procesem naboru kandydatów. Raport z kontroli przeprowadzonej przez kontrolerów z Najwyższej Izby Kontroli przeprowadzonej w latach 2004–2005 negatywnie ocenił Agencję Bezpieczeństwa Wewnętrznego, Agencję Wywiadu i Wojskowe Służby Informacyjne w zakresie wewnętrznego funkcjonowania oraz systemów kierowania i nadzoru, którym służby podlegają. W 2014 roku NIK przeprowadził kolejną kontrolę, jednak raport z niej został utajniony. Ówczesny Prezes Najwyższej Izby Kontroli, w krótkim oświadczeniu stwierdził to, że w wielu obszarach służby specjalne kontrolują same siebie. W 2020 roku Prezes Najwyższej Izby Kontroli odmówił prośbie Rzecznika Praw Obywatelskich o skontrolowanie służb. Odmowę argumentował niewystarczającymi uprawnieniami kontrolerów Izby, którzy najpewniej spotkaliby się z odmową udzielenia im informacji o czynnościach operacyjno-rozpoznawczych. W odmowie Prezes Najwyższej Izby Kontroli zaznaczył, że służby wciąż praktycznie pozostają poza zewnętrzną kontrolą.
Trybunał Konstytucyjny kontroluje Agencję z perspektywy badania zgodności podstaw prawnych jej działań z Konstytucją. W 2004 roku zapadł istotny wyrok TK w sprawie uprawnień funkcjonariuszy ABW. Trybunał zwrócił uwagę na nieprecyzyjność zapisów pozwalających funkcjonariuszom wydawać polecenia określonego zachowania się oraz obserwacji i rejestracji zdarzeń w miejscu publicznym. Lakoniczność zapisów stwarzała obawę o możliwość ich powszechnego stosowania bez względu na okoliczności. Efektem orzecznictwa TK była nowelizacja ustawy kompetencyjnej ABW w 2005 roku, która doprecyzowała i ograniczyła stosowanie wspomnianych uprawnień.
Rzecznik Praw Obywatelskich kontroluje służby pod kątem naruszeń praw i wolności jednostki. Najczęściej działania Rzecznika Praw Obywatelskich sprowadzają się do wnioskowania do Trybunału Konstytucyjnego o sprawdzenie zgodności ustawy na podstawie której doszło do możliwego naruszenia praw z Konstytucją. W zainteresowaniu RPO znajdują się również ochrona prawa funkcjonariuszy. Przykładowo w 2003 roku Rzecznik interweniował w sprawie funkcjonariuszy Agencji Bezpieczeństwa Wewnętrznego, wobec których nie dopełniono niezbędnych formalności podczas rozwiązywania stosunku służbowego. RPO aktywnie działa w zakresie monitorowania aktualnego stanu prawnego oraz możliwych naruszeń, wskazując na potencjalne zagrożenia i sposoby ich zapobiegania. Dostrzegając problem z systemową kontrolą nad służbami w 2019 roku, zespół ekspertów pracujący na zaproszenie RPO opublikował raport „Osiodłać Pegaza” postulujący utworzenie niezależnego organu kontrolującego (obecnie niefunkcjonującego w Polsce) służby specjalne oraz dokonanie kilku niezbędnych zmian w porządku prawnym w celu zabezpieczenia praw i wolności jednostki. W 2019 RPO utworzył komisję ekspertów ds. przestrzegania praw obywatelskich w działaniach służb specjalnych. Jej początkowym zadaniem było opracowanie aktualizacji do raportu „Osiodłać Pegaza”. W 2020 komisja opublikowała wraz z Rzecznikiem wspólne stanowisko w kwestii przestrzegania praw i wolności przez służby w czasie pandemii COVID-19.

## Współpraca krajowa
Zgodnie z art. 10 organy administracji rządowej, organy samorządu terytorialnego, instytucje państwowe oraz przedsiębiorcy prowadzący działalność w zakresie użyteczności publicznej są obowiązani, w zakresie swojego działania, do współdziałania z Agencją Bezpieczeństwa Wewnętrznego, a w szczególności udzielania pomocy w realizacji zadań ABW.
Jeśli informacje i materiały uzyskane przez Agencję Bezpieczeństwa Wewnętrznego wskazują na to, że sprawa leży w zakresie innego podmiotu, wówczas Szef Agencji Bezpieczeństwa Wewnętrznego przekazuje uzyskane dane właściwemu podmiotowi. I na odwrót, jeśli inny podmiot zbierze informacje, które należą do zakresu Agencji Bezpieczeństwa Wewnętrznego, to są przekazywane Agencji.
Szef Agencji Bezpieczeństwa Wewnętrznego ma prawo do przekazania informacji właściwemu prokuratorowi, jeśli wskazują one na uzasadnione podejrzenie popełnienia przestępstwa lub przestępstwa skarbowego. Również Szef ABW może przekazać informacje organy ścigania, jeśli z zebranych danych wynika, że uzasadnione jest podejrzenie popełnienia wykroczenia lub wykroczenia skarbowego.
Art. 42 ustawy nakłada na Szefa ABW oraz na Szefów Agencji Wywiadu, Centralnego Biura Antykorupcyjnego, Służby Kontrwywiadu Wojskowego i Służby Wywiadu Wojskowego obowiązek współdziałania w ramach realizacji swoich zadań.
Przykładem współpracy służb specjalnych jest Porozumienie między Szefem Centralnego Biura Antykorupcyjnego a Szefem Agencji Bezpieczeństwa Wewnętrznego z dnia 4 lutego 2010 roku w sprawie współdziałania Centralnego Biura Antykorupcyjnego i Agencji Bezpieczeństwa Wewnętrznego. Porozumienie jest zawarte na czas nieokreślony, a każda ze stron może je wypowiedzieć z zachowaniem trzymiesięcznego okresu wypowiedzenia. Porozumienie organizuje współdziałanie służb obejmujące:
1. rozpoznawanie, zapobieganie i zwalczanie przestępstw;
2. koordynację i wzajemną pomoc w realizacji czynności operacyjno-rozpoznawczych;
3. przekazywanie informacji, analiz, prognoz o rozpoznawaniu, zapobieganiu i wykrywaniu przestępstw oraz ściganiu ich sprawców, pozostających w zainteresowaniu obu stron;
4. realizację w drodze pomocy prawnej czynności dochodzeniowo-śledczych;
5. współpracę dotyczącą ochrony informacji niejawnych;
6. wykonywanie badań specjalistycznych;
7. współpracę dotyczącą szkolenia zawodowego funkcjonariuszy obu stron;
8. wymianę doświadczeń wynikających z realizacji ustawowych zadań stron[37].

Współdziałanie służb obejmuje również wykorzystanie ich zaplecza logistycznego. Zapisane są również podmioty na poziomie centralnym i regionalnym, które realizują współdziałanie. Współdziałanie odbywa się na podstawie pisemnych wniosków i obejmuje:
- udzielanie pomocy w wykorzystaniu środków technicznych;
- udzielanie, w razie konieczności, wzajemnej pomocy przez funkcjonariuszy stron;
- organizację wspólnych konferencji, seminariów oraz szkoleń w ramach doskonalenia zawodowego funkcjonariuszy Centralnego Biura Antykorupcyjnego oraz Agencji Bezpieczeństwa Wewnętrznego, a także, w miarę posiadanych możliwości, udostępnianie bazy szkoleniowej oraz specjalistycznych pomieszczeń dydaktycznych;
- współpracę w celu doskonalenia metodyki wykonywania zadań i czynności służbowych;
- wymianę opracowań koncepcyjnych, analiz i materiałów szkoleniowych[37].

W celu realizacji współdziałania mogą być powoływane wspólne grupy lub zespoły do realizacji określonych zadań.

## Współpraca międzynarodowa
Zgodnie z art. 8 ustawy, Szef Agencji Bezpieczeństwa Wewnętrznego w celu realizacji swoich zadań może podejmować współdziałanie z właściwymi organami i służbami innych państw oraz z organizacjami międzynarodowym (art. 8 ust. 1). Podjęcie współpracy może nastąpić po uzyskaniu zgody Prezesa Rady Ministrów (art. 8 ust. 2).
W ramach zwalczania terroryzmu, Agencja Bezpieczeństwa Wewnętrznego bierze udział w pracach Unii Europejskiej, Organizacji Traktatu Północnoatlantyckiego (NATO), Klubu Berneńskiego oraz Grupy do spraw Zwalczania Terroryzmu (CTG).

## Stopnie służbowe
W Agencji Bezpieczeństwa Wewnętrznego obowiązują (wzorowane na stopniach wojskowych) korpusy i stopnie służbowe funkcjonariuszy:

- korpus szeregowych:
  -  szeregowy
  -  starszy szeregowy
- korpus podoficerów:
  -  kapral
  -  starszy kapral
  -  plutonowy
  -  starszy plutonowy
  -  sierżant
  -  starszy sierżant
  -  sierżant sztabowy
  -  starszy sierżant sztabowy

- korpus chorążych:
  -  młodszy chorąży
  -  chorąży
  -  starszy chorąży
  -  młodszy chorąży sztabowy
  -  chorąży sztabowy
  -  starszy chorąży sztabowy
- korpus oficerów:
  -  podporucznik
  -  porucznik
  -  kapitan
  -  major
  -  podpułkownik
  -  pułkownik
  -  generał brygady

Art. 66 ustawy o Agencji Bezpieczeństwa Wewnętrznego i Agencji Wywiadu reguluje, jakie są stopnie i do jakiego korpusu należą. Ustawa również reguluje inne kwestie związane ze stopniami. Art. 67 ustawy ustala, kto może nadać stopień służbowy. Zgodnie z tym artykułem, stopień szeregowego uzyskuje się w momencie przyjęcia do służby. Na kolejne stopnie w korpusie szeregowych i podoficerów funkcjonariuszy Agencji Bezpieczeństwa Wewnętrznego mianuje ich przełożony mający uprawnienia w zakresie spraw osobowych. Na stopnie w korpusie chorążych mianuje Szef Agencji lub upoważniony przełożony, zaś na pierwszy stopień oficerski oraz na stopień generała brygady mianuje Prezydent Rzeczypospolitej Polskiej na wniosek Prezesa Rady Ministrów. Na pozostałe stopnie oficerskie mianuje premier. Aby uzyskać wyższy stopień, należy spełnić kilka warunków. Są to:
- pozytywna opinia służbowa,
- zaliczenie odpowiedniego egzaminu,
- zajmowane stanowisko,
- wyższe wykształcenie (konieczne w przypadku awansu na stopień oficerski).

Stopnie z wszystkich korpusów prócz szeregowych są dożywotnie. Utrata stopnia może nastąpić w trzech przypadkach:
- w momencie utraty obywatelstwa polskiego,
- w momencie otrzymania prawomocnego orzeczenia środka karnego pozbawienia praw publicznych,
- w momencie skazania prawomocnym wyrokiem sądu na karę pozbawienia wolności za przestępstwo popełnione w wyniku motywacji zasługującej na szczególne potępienie.

Jeśli stopień został usunięty, może on zostać również przywrócony wyłącznie w czterech przypadkach:
- w przypadku uchylenia prawomocnego orzeczenia środka karnego pozbawienia praw publicznych,
- w przypadku uchylenia prawomocnego skazania na karę pozbawienia wolności za przestępstwo popełnione w wyniku motywacji zasługującej na szczególne potępienie,
- w przypadku uchylenia decyzji, na podstawie której doszło do utraty lub pozbawienie stopnia,
- w przypadku uchylenia kary dyscyplinarnej obniżenia stopnia[5].

## Pełnienie służby
Funkcjonariuszy Agencji Bezpieczeństwa Wewnętrznego dzieli się na: funkcjonariuszy służby stałej i funkcjonariuszy służby przygotowawczej. Funkcjonariuszem służby przygotowawczej jest się do czasu mianowania do służby stałej. Osobę przyjętą do służby w Agencji Bezpieczeństwa Wewnętrznego mianuje się funkcjonariuszem w służbie przygotowawczej na okres 3 lat. Po upływie okresu służby przygotowawczej i uzyskaniu pozytywnej oceny ogólnej w opinii służbowej funkcjonariusz zostaje mianowany na stałe. W szczególnych przypadkach Szef Agencji Bezpieczeństwa Wewnętrznego może skrócić czas odbywania służby przygotowawczej albo zwolnić z niej całkowicie. Natomiast jeśli nastąpi przerwa w wykonywaniu przez funkcjonariusza obowiązków służbowych trwająca dłużej niż 3 miesiące, Szef Agencji Bezpieczeństwa Wewnętrznego może przedłużyć okres jego służby przygotowawczej.
Funkcjonariuszem Agencji Bezpieczeństwa Wewnętrznego staje się funkcjonariusz służby przygotowawczej po złożeniu ślubowania, otrzymaniu stopnia służbowego i mianowania na stanowisko służbowe.
Ślubowanie jest składane według następującej roty zawartej w art. 47 ust. 1 ustawy:

Ja, Obywatel Rzeczypospolitej Polskiej, świadom podejmowanych obowiązków funkcjonariusza Agencji Bezpieczeństwa Wewnętrznego (Agencji Wywiadu), ślubuję: służyć wiernie Narodowi, chronić ustanowiony Konstytucją Rzeczypospolitej Polskiej porządek prawny, strzec bezpieczeństwa Państwa i jego obywateli, nawet z narażeniem życia. Wykonując powierzone mi zadania, ślubuję pilnie przestrzegać prawa, dochować wierności konstytucyjnym organom Rzeczypospolitej Polskiej, przestrzegać dyscypliny służbowej oraz wykonywać rozkazy i polecenia przełożonych. Ślubuję strzec tajemnicy państwowej i służbowej, a także honoru, godności i dobrego imienia służby oraz przestrzegać zasad etyki zawodowej.

Funkcjonariusz podlega okresowemu opiniowaniu służbowemu, przeprowadzanemu:
- w służbie przygotowawczej – raz w roku,
- w służbie stałej – raz na 3 lata[5].

### Wymagania
Art. 44 pkt. 1–5 ustawy wskazują na to, kto może pełnić służbę w Agencji Bezpieczeństwa Wewnętrznego. Ma to być osoba:
- posiadająca obywatelstwo polskie,
- korzystająca z pełni praw publicznych,
- wykazująca nieskazitelną postawę moralną, obywatelską i patriotyczną,
- dająca pewność zachowania tajemnicy stosownie do wymogów określonych w przepisach o ochronie informacji niejawnych,
- posiadająca co najmniej średnie wykształcenie i określone kwalifikacje zawodowe oraz zdolność fizyczną i psychiczną do służby w formacjach uzbrojonych, wymagających szczególnej dyscypliny służbowej, której gotowa jest się podporządkować[5].

### Etapy rekrutacji
1. Rozmowa kwalifikacyjna przeprowadzana przez funkcjonariusza komórki kadrowej z kandydatem, w celu ustalenia jego przydatności do służby w ABW oraz motywacji do jej podjęcia;
2. badanie psychologiczne kandydata mające na celu uzyskanie opinii psychologicznej co do zdolności psychicznej do służby w Agencji Bezpieczeństwa Wewnętrznego;
3. sprawdzenie w ewidencjach, rejestrach i kartotekach prawdziwości danych zawartych w kwestionariuszu osobowym;
4. przeprowadzenie wywiadu w miejscu zamieszkania i pracy kandydata oraz uzyskanie opinii od osób polecających kandydata;
5. uzyskanie orzeczenia właściwej komisji lekarskiej podległej Szefowi Agencji Bezpieczeństwa Wewnętrznego, ustalającego zdolność fizyczną i psychiczną do służby w Agencji Bezpieczeństwa Wewnętrznego;
6. egzamin sprawności fizycznej kandydata. Badania kandydata ubiegającego się o przyjęcie do służby w Agencji Bezpieczeństwa Wewnętrznego na stanowisko wymagające szczególnych umiejętności lub predyspozycji, mające na celu sprawdzenie przydatności do służby na takim stanowisku: badanie psychofizjologiczne, badanie psychotechniczne, czynności mające na celu sprawdzenie szczególnych umiejętności lub predyspozycji kandydata;
7. przeprowadzenie odpowiedniego postępowania sprawdzającego, mającego na celu ustalenie, czy kandydat daje rękojmię zachowania tajemnicy.

Czynności, o których mowa w pkt. 2–7, mogą być realizowane niezależnie od siebie.

### Odwołanie funkcjonariusza ze służby
Następuje w przypadku:
- orzeczenia trwałej niezdolności do służby przez komisję lekarską Agencji Bezpieczeństwa Wewnętrznego,
- nieprzydatności do służby, stwierdzonej w opinii służbowej w okresie służby przygotowawczej,
- wymierzenia kary dyscyplinarnej wydalenia ze służby,
- skazania prawomocnym wyrokiem sądu za przestępstwo umyślne ścigane z oskarżenia publicznego,
- utraty obywatelstwa polskiego lub nabycia obywatelstwa innego państwa,
- niewywiązywania się z obowiązków służbowych w okresie odbywania służby stałej, stwierdzonego w dwóch kolejnych opiniach, między którymi upłynęło co najmniej 6 miesięcy,
- skazania prawomocnym wyrokiem sądu za przestępstwo inne niż określone w pkt. 4,
- objęcia kierowniczego stanowiska państwowego albo objęcia funkcji z wyboru w organach samorządu terytorialnego,
- nabycia prawa do emerytury w pełnym wymiarze, określonego w przepisach odrębnych,
- gdy wymaga tego ważny interes służby,
- likwidacji jednostki organizacyjnej Agencji Bezpieczeństwa Wewnętrznego lub jej reorganizacji połączonej ze zmniejszeniem obsady etatowej, jeżeli przeniesienie funkcjonariusza do innej jednostki organizacyjnej Agencji Bezpieczeństwa Wewnętrznego lub na niższe stanowisko służbowe nie jest możliwe,
- dwukrotnego niestawienia się bez usprawiedliwienia przed komisją lekarską, do której został skierowany w celu określenia jego stanu zdrowia[5].

## Szef Agencji Bezpieczeństwa Wewnętrznego
Zgodnie z art. 3 ust. 1 ustawy o Agencji Bezpieczeństwa Wewnętrznego oraz Agencji Wywiadu, Szef Agencji Bezpieczeństwa Wewnętrznego jest centralnym organem administracji rządowej, działającym przy pomocy Agencji Bezpieczeństwa Wewnętrznego, która jest urzędem administracji rządowej.
Aktualnie Szefem Agencji Bezpieczeństwa Wewnętrznego jest płk Rafał Syrysko (od 19 grudnia 2023).

### Dotychczasowi Szefowie Agencji Bezpieczeństwa Wewnętrznego
| Osoba | Osoba                                     | Okres sprawowania funkcji | Okres sprawowania funkcji |
| #     | imię i nazwisko                           | od                        | do                        |
| ----- | ----------------------------------------- | ------------------------- | ------------------------- |
| 1     | dr Andrzej Barcikowski                    | 29 czerwca 2002           | 1 listopada 2005          |
| 2     | gen. bryg. Witold Marczuk                 | 2 listopada 2005          | 11 września 2006          |
| 3     | Bogdan Święczkowski                       | 11 września 2006          | 2 listopada 2007          |
| –     | Jerzy Kiciński (p.o.)                     | 2 listopada 2007          | 15 listopada 2007         |
| –     | Tomasz Klimek (p.o.)                      | 15 listopada 2007         | 16 listopada 2007         |
| 4     | gen. bryg. Krzysztof Bondaryk             | 16 listopada 2007         | 15 stycznia 2013          |
| 5     | gen. bryg. Dariusz Łuczak                 | 15 stycznia 2013          | 19 listopada 2015         |
| –     | płk prof. dr hab. Piotr Pogonowski (p.o.) | 19 listopada 2015         | 18 lutego 2016            |
| 6     | płk prof. dr hab. Piotr Pogonowski        | 19 lutego 2016            | 2 lutego 2020             |
| 7     | płk Krzysztof Wacławek                    | 3 lutego 2020             | 19 grudnia 2023           |
| 8     | płk Rafał Syrysko (p.o.)                  | 19 grudnia 2023           | 4 marca 2024              |
| 9     | płk Rafał Syrysko                         | 5 marca 2024              | nadal                     |

### Zastępcy Szefa Agencji Bezpieczeństwa Wewnętrznego
Zgodnie z art. 14 ust. 2, na wniosek Szefa Agencji Bezpieczeństwa Wewnętrznego, Prezes Rady Ministrów, po zasięgnięciu opinii Sejmowej Komisji do Spraw Służb Specjalnych, powołuje i odwołuje zastępców Szefa Agencji Bezpieczeństwa Wewnętrznego. Zgodnie z art. 17 ustawy, w przypadku zwolnienia stanowiska Szefa Agencji lub czasowej niemożności sprawowania przez niego funkcji, Prezes Rady Ministrów może powierzyć pełnienie obowiązków Szefa, na czas nie dłuższy niż 3 miesiące, jego zastępcy. Szef ABW może kierować działalnością agencji za pomocą swojego zastępcy.
Aktualnymi zastępcami Szefa Agencji Bezpieczeństwa Wewnętrznego są: ppłk Paweł Chomentowski, płk Adam Ciszewski i płk Michał Roguski.

### Powoływanie
Szef Agencji Bezpieczeństwa Wewnętrznego jest powoływany i odwoływany przez Prezesa Rady Ministrów, po zasięgnięciu opinii Prezydenta, Kolegium do Spraw Służb Specjalnych oraz Sejmowej Komisji do Spraw Służb Specjalnych (art. 14 ust. 1).

#### Wymagania
Zgodnie z art. 15 ustawy, Szefem Agencji Bezpieczeństwa Wewnętrznego może zostać osoba spełniająca poniższe wymagania:
- posiada wyłącznie obywatelstwo polskie,
- korzysta z pełni praw publicznych,
- wykazuje nieskazitelną postawę moralną, obywatelską i patriotyczną,
- daje rękojmię należytego wykonywania zadań,
- spełnia wymagania określone w przepisach o ochronie informacji niejawnych w zakresie dostępu do informacji niejawnych o klauzuli tajności „ściśle tajne”,
- nie pełniła służby zawodowej, nie pracowała i nie była współpracownikiem organów bezpieczeństwa państwa, wymienionych w art. 5 ustawy o Instytucie Pamięci Narodowej – Komisji Ścigania Zbrodni przeciwko Narodowi Polskiemu (Dz.U. z 2023 r. poz. 102) ani też nie była sędzią, który, orzekając, uchybił godności urzędu, sprzeniewierzając się niezawisłości sędziowskiej[5].

### Odwołanie
Odwołanie Szefa Agencji Bezpieczeństwa Wewnętrznego następuje w określonych w art. 16 pkt. 1–5 przypadkach:
- rezygnacji z zajmowanego stanowiska,
- zrzeczenia się obywatelstwa polskiego lub nabycia obywatelstwa innego państwa,
- skazania prawomocnym wyrokiem sądu za popełnione przestępstwo lub przestępstwo skarbowe,
- utraty predyspozycji niezbędnych do zajmowania stanowiska,
- niewykonywania obowiązków z powodu choroby trwającej nieprzerwanie ponad 3 miesiące[5].

Przesłanki odwołania Szefa Agencji Bezpieczeństwa Wewnętrznego, Agencji Wywiadu, Służby Kontrwywiadu Wojskowego czy Służby Wywiadu Wojskowego są identyczne.

## Sukcesy Agencji Bezpieczeństwa Wewnętrznego (wybrane)
- rozpracowanie i ekspulsja z Polski dwóch obywateli Białorusi: dyplomatów-żołnierzy służb Głównego Zarządu Wywiadowczego Sztabu Generalnego Sił Zbrojnych Republiki Białorusi.
- rozpracowanie obywatela Rosji Tadeusza Juchniewicza jako biorącego udział w szpiegostwie na rzecz Głównego Zarządu Wywiadowczego Sztabu Generalnego Sił Zbrojnych Federacji Rosyjskiej, skazany na karę 3 lat pozbawienia wolności[44].
- rozpracowanie i doprowadzenie do skazania za szpiegostwo na rzecz Głównego Zarządu Wywiadowczego (GRU) Stanisława Szypowskiego[45] dwojga obywatelstw polskiego i rosyjskiego[46]. Odbywa karę 7 lat pozbawienia wolności[47].
- rozpracowanie i zatrzymanie w styczniu 2019 roku podejrzanych o szpiegostwo. Zatrzymani pod zarzutem szpiegostwa to Piotr D., w przeszłości funkcjonariusz Agencji Bezpieczeństwa Wewnętrznego i Weijing Wang, jeden z dyrektorów polskiego oddziału chińskiego koncernu telekomunikacyjnego Huawei. Z materiałów zgromadzonych przez agentów Agencji Bezpieczeństwa Wewnętrznego wynika to, że obaj prowadzili działalność szpiegowską przeciwko Polsce na rzecz Chińskiej Republiki Ludowej. Zatrzymani usłyszeli zarzuty szpiegostwa, grozi im kara do 10 lat pozbawienia wolności.

## Porażki Agencji Bezpieczeństwa Wewnętrznego (wybrane)
- Niewłaściwie przeprowadzone zatrzymanie Barbary Blidy skutkujące dopuszczeniem do popełnienia samobójstwa. Funkcjonariusz Delegatury Agencji Bezpieczeństwa Wewnętrznego w Katowicach kierujący operacją był sądzony w charakterze oskarżonego przez Sąd Rejonowy w Siemianowicach Śląskich.
- Nierozpoznanie przestępczej działalności przedsiębiorstwa Amber Gold skutkujące oszustwem finansowym na ponad 800 000 000 zł na szkodę około 10 000 Polaków.
- Nierozpoznanie w porę przestępczej działalności zorganizowanej grupy przestępczej Wietnamczyków skutkującej wyprowadzeniem z Polski nieopodatkowanych zysków. Niezapłacone podatki wynoszą kilka miliardów złotych.
- Niedopełnienie obowiązków przez agentów z Departamentu Bezpieczeństwa Teleinformatycznego Agencji Bezpieczeństwa Wewnętrznego zapisanych m.in. w Ustawie o Agencji Bezpieczeństwa Wewnętrznego i Agencji Wywiadu w sprawie sprawdzenia bezpieczeństwa i prawidłowości działania systemu informatycznego do zliczania głosów w wyborach samorządowych z 2014 roku
- Niewłaściwie przeprowadzone zatrzymanie Wietnamki, która zdążyła popełnić samobójstwo. Była związana z wietnamską zorganizowaną grupą przestępczą zajmującą się przestępstwami gospodarczymi[48]. Za niedopełnienie obowiązków pozbawiono stanowisk m.in. dwóch dyrektorów Departamentów Agencji Bezpieczeństwa Wewnętrznego. To zdarzenie jest ponownym zdarzeniem samobójczym osoby zatrzymanej przez agentów Agencji Bezpieczeństwa Wewnętrznego.

## Budżet
Wydatki i dochody Agencji Bezpieczeństwa Wewnętrznego są realizowane w części 57 budżetu państwa.
| lp. | rok  | kwota                    |
| --- | ---- | ------------------------ |
| 1.  | 2019 | 631,073 mln zł           |
| 2.  | 2020 | 664,762 mln zł           |
| 3.  | 2021 | 703,459 mln zł           |
| 4.  | 2022 | 715,377 mln zł           |
| 5.  | 2023 | 710,356 mln zł (planowo) |
| 6.  | 2024 | 844,288 mln zł (planowo) |

Wyniki kontroli wykonania budżetu przez Agencję Bezpieczeństwa Wewnętrznego przeprowadzanej co roku przez Najwyższą Izbę Kontroli są tajne.

## Działalność publikacyjna
Agencja Bezpieczeństwa Wewnętrznego prowadzi działalność publikacyjną, która ma na celu popularyzowanie problematyki bezpieczeństwa. W tym zakresie agencja współpracuje z wieloma ekspertami bezpieczeństwa zarówno z uczelni wyższych, jak i służb mundurowych. Od 2009 roku Agencja Bezpieczeństwa Wewnętrznego wydaje półrocznik Przegląd Bezpieczeństwa Wewnętrznego, który jest poświęcony tematyce bezpieczeństwa. Przegląd jest dostępny w wielu bazach czasopism, takich jak Central European Journal of Social Science czy w Polskiej Bibliotece Narodowej. Od 2022 roku Agencja Bezpieczeństwa Wewnętrznego wydaje również półrocznik Terroryzm – studia, analizy, prewencja poświęcony interdyscyplinarnym zagadnieniom związanym z ochroną antyterrorystyczną i budowaniem odporności na zagrożenia o charakterze terrorystycznym w perspektywie krajowej i międzynarodowej.
Staraniem Agencji Bezpieczeństwa Wewnętrznego zostały opublikowane również inne pozycje z obszaru nauk prawnych oraz historycznych, w szczególności związane z historią służb specjalnych w Polsce.